# Edward Gnat
Edward Gnat (1 de março de 1940 – 6 de janeiro de 2021) foi um político polaco.

## Biografia
Ele serviu como membro do Sejm de 1985 a 1989 e de 1993 a 1997. Ele nasceu em Maurzyce e morreu aos 80 anos, em Łódź, de COVID-19, durante a pandemia de COVID-19 na Polônia.